# Estación de Torremayor
Torremayor es un apeadero ferroviario situado en el municipio español de Torremayor, en la provincia de Badajoz, comunidad autónoma de Extremadura. En la actualidad se encuentra cerrado al público y no cuenta con servicio de viajeros.

## Situación ferroviaria
Las instalaciones ferroviarias se encuentran situadas en el punto kilométrico 466,1 de la línea de ancho ibérico Ciudad Real-Badajoz, entre las estaciones de Garrovilla-Las Vegas y Montijo.